# Bay View (Ohio)
Bay View è un villaggio degli Stati Uniti d'America, situato nello stato dell'Ohio, nella contea di Erie.